# Hottah Lake
Der Hottah Lake ist ein See in den Nordwest-Territorien von Kanada. 

## Lage
Der 180 m hoch gelegene Hottah Lake befindet sich 55 km südöstlich vom Großen Bärensee. Er besitzt eine Längsausdehnung in Nord-Süd-Richtung von 53 km. Die Wasserfläche beträgt 840 km², einschließlich Inseln beträgt die Gesamtfläche 918 km². Der Hottah Lake wird vom Camsell River in nördlicher Richtung durchflossen und zum Großen Bärensee hin entwässert.

## Name
Der Name des Sees entstammt der Sprache der Dene und bedeutet „zweijähriger Elch“.

## Der See als Namensgeber
Als der Mars-Rover Curiosity fundierte Beweise für ein altes Flussbett auf dem Mars auf einem Haufen von verkitteten glatten Steinen fand (Konglomerate), benannten die Projektleiter einen der beiden Felsen „Hottah“ nach diesem See – der andere wurde „Link“ genannt.